# Chapelle de Kermaria an Iskuit
La chapelle de Kermaria an Iskuit (en breton :  Kermaria an Isquit), située dans le hameau de Kermaria à Plouha (Côtes-d'Armor), est un édifice religieux du XIIIe siècle.
Elle fait l’objet d’un classement au titre des monuments historiques depuis le 3 juillet 1907.

## Étymologie
Avant la construction du sanctuaire, le lieu-dit s'appelait Kergrist, le village du Christ. Aujourd'hui Kermaria (du breton ker, village), signifiant le village de Marie.
An Iskuit est à comprendre à partir du breton is (ou es) - kuit, « qui tire d'affaire, rescapé ».
Le vocable Itron Maria an Iskuit est à traduire par « Madame Marie qui tire d'affaire », « Madame Marie qui sauvegarde », et est à rapprocher du vocable liturgique Notre-Dame-des-Sept-Douleurs.

## Historique
Le fondateur de la chapelle de Kermaria an Iskuit serait Henri II d'Avaugour, qui accompagna le baillistre de Bretagne Pierre de Dreux à la croisade en Terre sainte, et revint dans ses terres en 1240.
Selon la légende, le marquis de Lézobré, qui habitait le manoir de la Noë-Verte [en Lanloup], un géant d'une force surhumaine et d'une vaillance à toute épreuve parce que trempé, dès le berceau, dans les eaux de la fontaine Sainte, avait déjà tué 18 adversaires en duel avant même d'avoir atteint 18 ans. Le roi de France, qui avait entendu parler de ses exploits, lui demanda de se mesurer à un Maure de sa garde, réputé invulnérable. Le marquis invoqua la Vierge de Kermaria-an-Isquit et triompha.
Il se fit enterrer dans une cavité creusée dans le sanctuaire, où son chef fut retrouvé enfermé dans une petite châsse, probablement à la fin du XIXe siècle. 
En 1747, la chapelle qui appartenait aux La Feillée, seigneurs de Langarzeau, passe dans les mains de la famille Taillart. Un enfeu, sans inscription, sépulture d'un Taillart seigneur de Lézobré, se trouve sous la fenêtre du bras sud du transept.
En 2005, la fresque de la danse macabre de Kermaria inspire directement le film de Ridley Scott, Kingdom of Heaven.

## Architecture
La chapelle est formée d'une nef centrale à sept travées, flanquée de deux bas-côtés. Le chœur, orienté à l'est, est à trois pans coupés. Au sud, une chapelle privative forme l'amorce d'un bras de transept. Au niveau de la troisième travée s'ouvre, également sur la façade sud, le porche.
Les quatre travées côté ouest sont datées du XIIIe siècle, les trois autres travées, la chapelle privative et le porche sont du XVe siècle. La tour qui surplombe le pignon ouest est coiffée d'une flèche en charpente et couverte d'ardoises, elle porte la date de 1702. Le chœur a été construit entre 1720 et 1721.

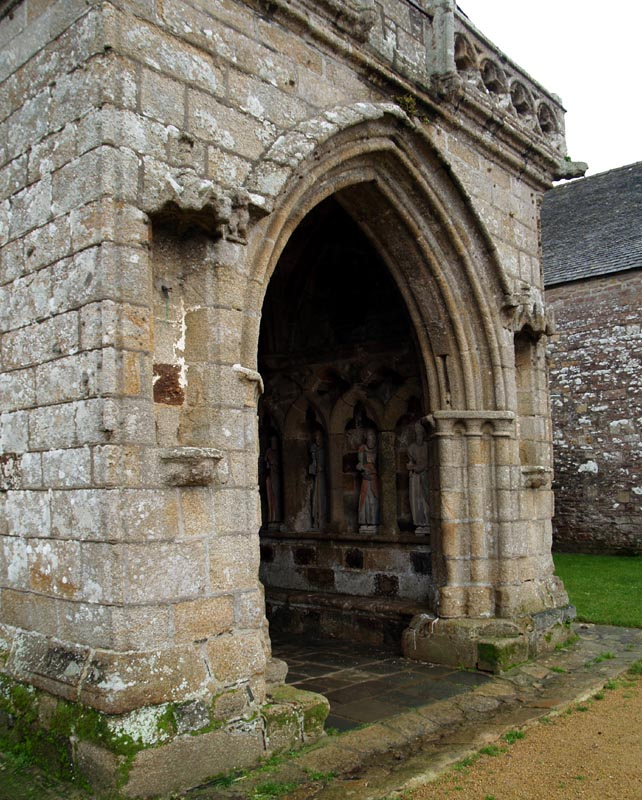
Le porche. De part et d'autre, les deux niches, aujourd'hui vides.
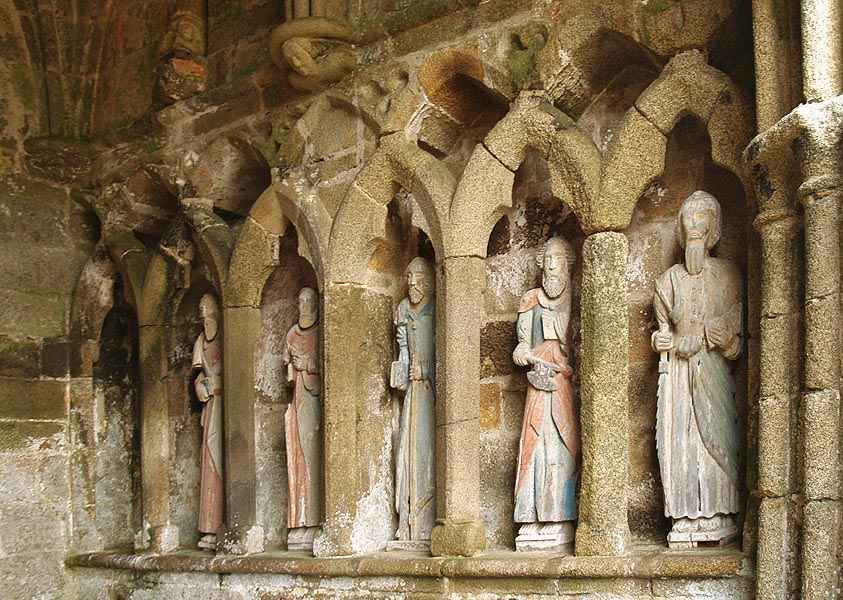
Les six statues côté est.
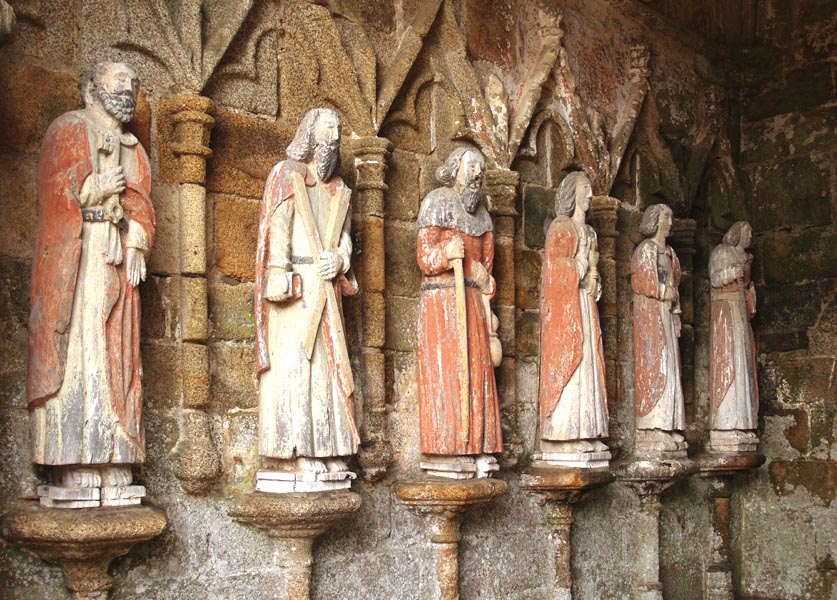
Les six statues côté ouest.

### Le porche

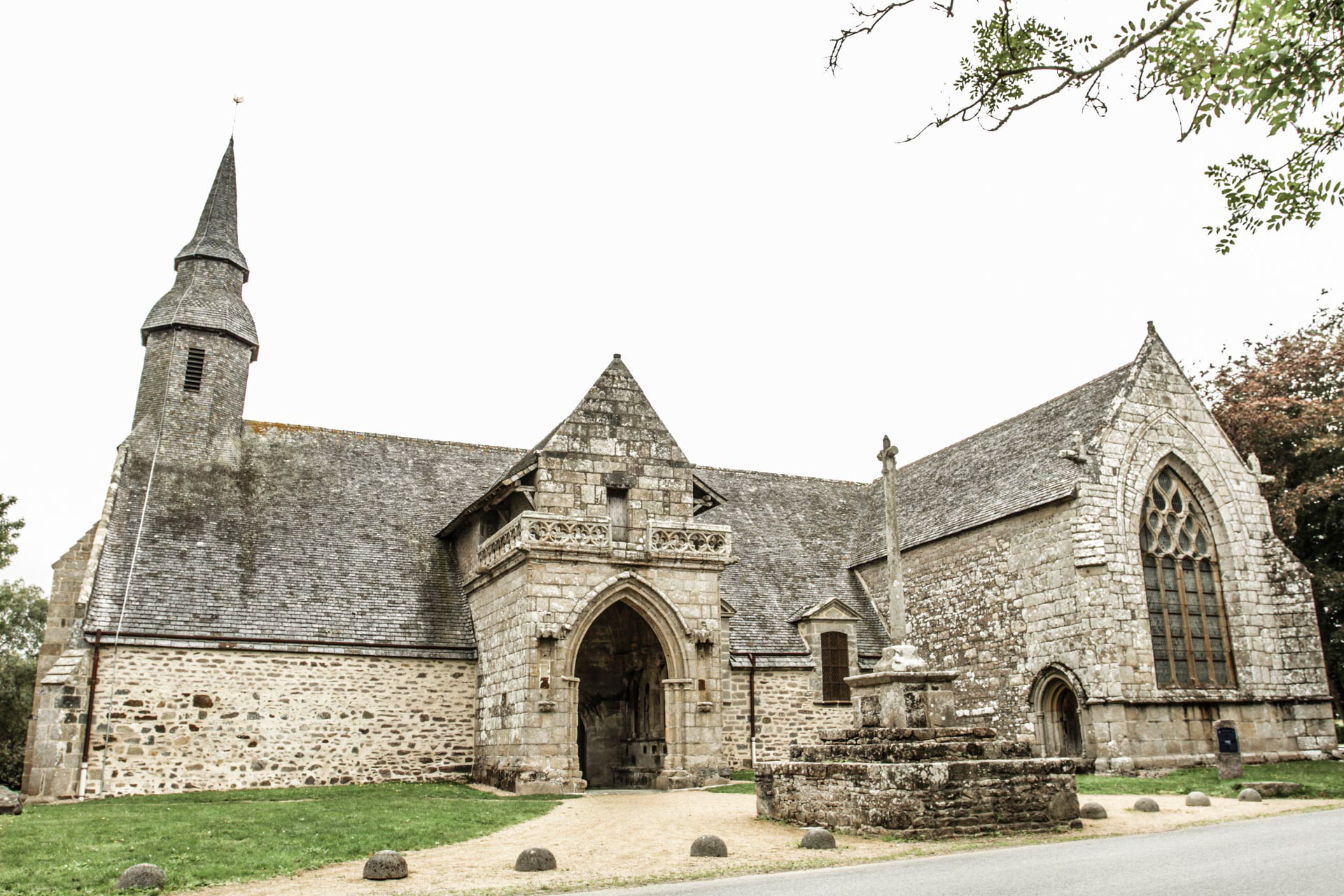
La chapelle et le calvaire, vus du sud.

Le trait le plus original de sa physionomie réside incontestablement dans son porche sud, bâti en avancée ; il est surmonté d'une chambre ouvrant au-dehors sur une élégante galerie de la Renaissance, que protège un toit en auvent. C'est dans cette chambre, paraît-il, que la juridiction seigneuriale de la Noë-Verte tenait ses assises et du haut de cette galerie qu'elle notifiant ses sentences aux justiciables assemblés en bas sous les arbres. 
Il s'ouvre sur une large baie en ogive, supportée de part et d'autre par de fines colonnettes. À l'intérieur, les parois abritent les statues en bois polychrome des douze apôtres, dans des niches pour les six du côté est. À l'extérieur, deux niches surmontées de dais recevaient encore au début du XXe siècle les statues de saint Pierre et saint Paul, très abimées par le temps. Au 1er étage, un édifice rectangulaire entouré par une fine balustrade servait de secrétairerie et aussi d'auditoire : le seigneur de Lizandré-Kermaria y rendait la justice et recevait l'hommage de ses vassaux.
La porte intérieure du porche est surmontée par une Vierge en pierre polychrome. La voûte est à deux travées, décorée d'anges peints a fresco.

### L'extérieur de la chapelle
La porte principale, sur la façade ouest, est datée du XIIIe siècle. Le bas-côté nord montre la trace du raccordement des travaux du XIIIe siècle et de l'agrandissement du XVe siècle. De part et d'autre du chevet, et sur la chapelle privative, des gargouilles du XVIe siècle sont finement sculptées.

### La nef

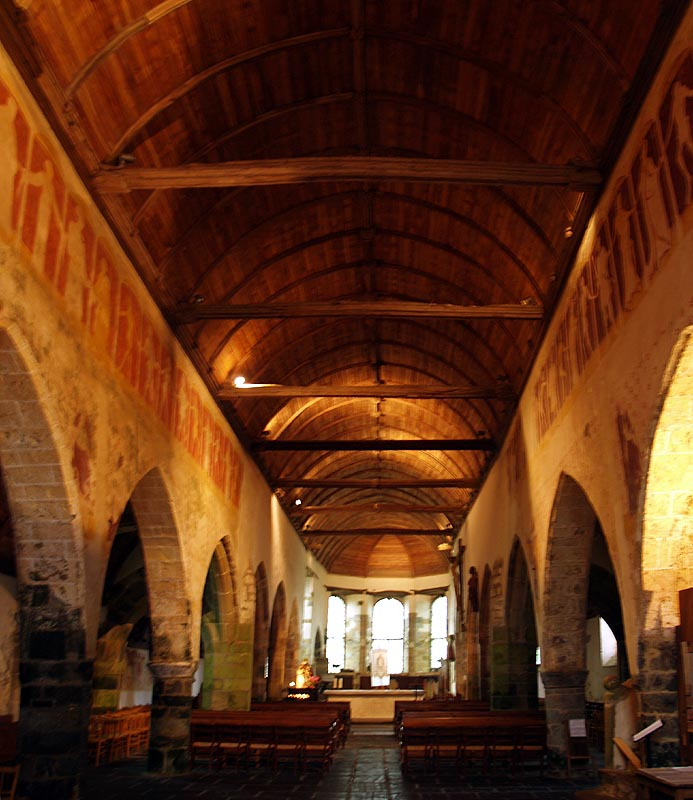
La nef. Sous la voûte, de part et d'autre, la fresque de la Danse macabre.

Dans sa partie la plus ancienne, les travées sont rythmées par des piliers cylindriques massifs, dépourvus de base. Les arcs doubleaux sont portés par des chapiteaux non sculptés. Les trois travées récentes s'élèvent sur des colonnes octogonales plus fines, qui supportent les arcs directement sans chapiteau.
Les nefs sont voûtées en bois, les poutres d'entraits sont décorées d'engoulant sculptés dans la partie XVe siècle.
La nef aurait comporté un jubé en bois sculpté et peint, entre les quatrième et cinquième travées.
L'escalier de pierre conduisant à la secrétairerie est toujours en place, dans le collatéral sud.
La sacristie
La petite sacristie actuelle, dans le prolongement du collatéral nord vers le chœur, se prolongeait dans le chœur lui-même. Elle en était séparée par un maître-autel à retable montant jusqu'à la voûte.

## La décoration

### Danse macabre

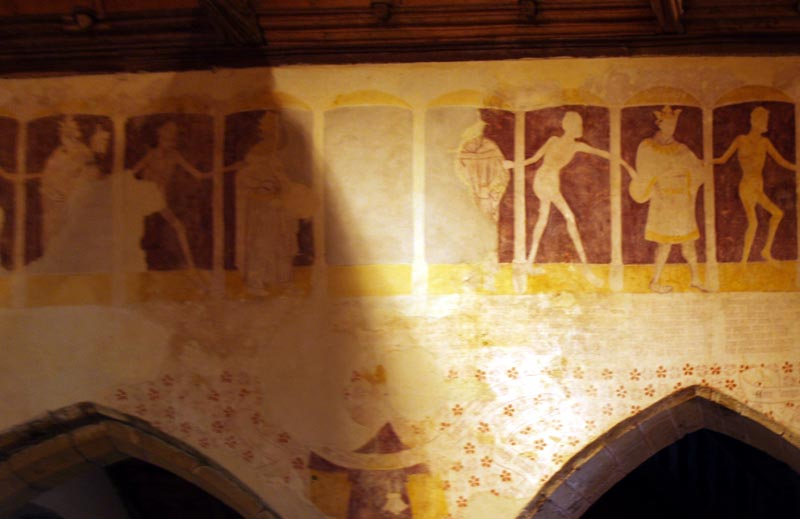
Détail de la fresque sur le mur sud. Sous chaque personnage restent des traces du texte des sentences.

La chapelle de Kermaria est, avec l'église de Kernascléden (Morbihan), le seul sanctuaire de Bretagne à posséder une fresque représentant ce thème de l'art macabre du Moyen Âge. Cette fresque comportant 47 figures d'environ 1,3 m de haut, avait été recouverte de badigeon au XVIIIe siècle, et remise au jour en 1856 par Charles de Taillart. La réalisation de cette fresque est située entre 1488 et 1501, soit environ un demi-siècle après celle du cloître des Innocents à Paris.

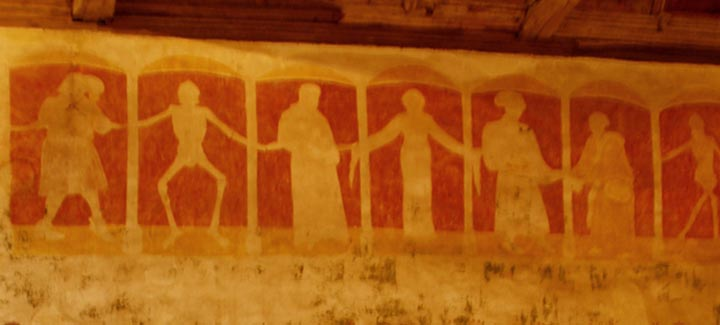
Au centre, la femme, seul personnage que la Mort n'étreint pas.

À Kermaria, la farandole macabre est située en hauteur, de part et d'autre de la nef principale, au-dessus des arcs séparant les bas-côtés de la nef. Elle commençait par le personnage de l’acteur (ou l’auteur), aujourd'hui disparu, situé près du chœur côté épître, chargé de rédiger les sentences morales de huit vers chacune, tracées sous chaque personnage. Après l’acteur, la chaîne comprend, séparés par des squelettes au rire sardonique :
- le pape ;
- l'empereur ;
- le cardinal ;
- le roi ;
- le patriarche ;
- le connétable ;
- l'archevêque ;
- le chevalier ;
- l'évêque ;
- l'écuyer ;
- l'abbé ;
- le bailli ;
- l'astrologue ;
- le bourgeois ;
- le chartreux ;
- le sergent ;
- un groupe de quatre sujets non séparés par des squelettes : le médecin (avec sa fiole de potion), la femme accrochée aux bras de ses voisins, l'usurier et le pauvre ;
- l'amoureux, portant pourpoint et poulaines ;
- le ménétrier, dont le biniou est à terre ;
- le laboureur, avec sa serpe et son hoyau à l'épaule ;
- le cordelier ;
- l'enfant.

La réalisation est dans les tons clairs pour les personnages, marqués par un trait léger, sur fond ocre rouge-brun. Le décor de la farandole est une galerie séparée par des colonnettes, dans les travées desquelles évoluent les personnages.

### Dit des trois morts et des trois vifs
Dans le bas-côté nord, face à la chapelle privative, une frise de 7 m de long à l'origine représentait, également a fresco, un Dit des trois morts et des trois vifs, dans les tons de grisaille sur fond ocre rouge.

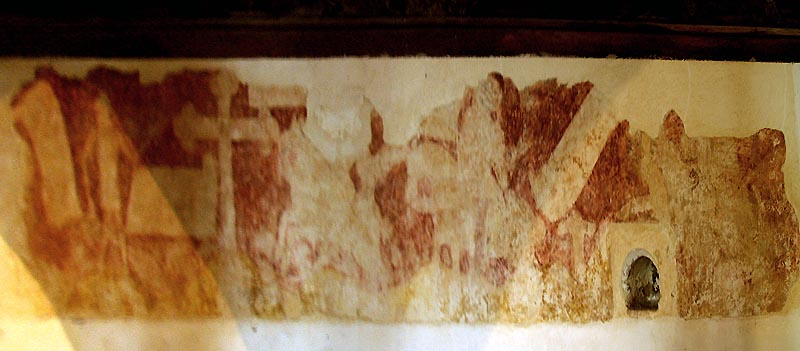
Fresque du Dit des trois morts et des trois vifs.
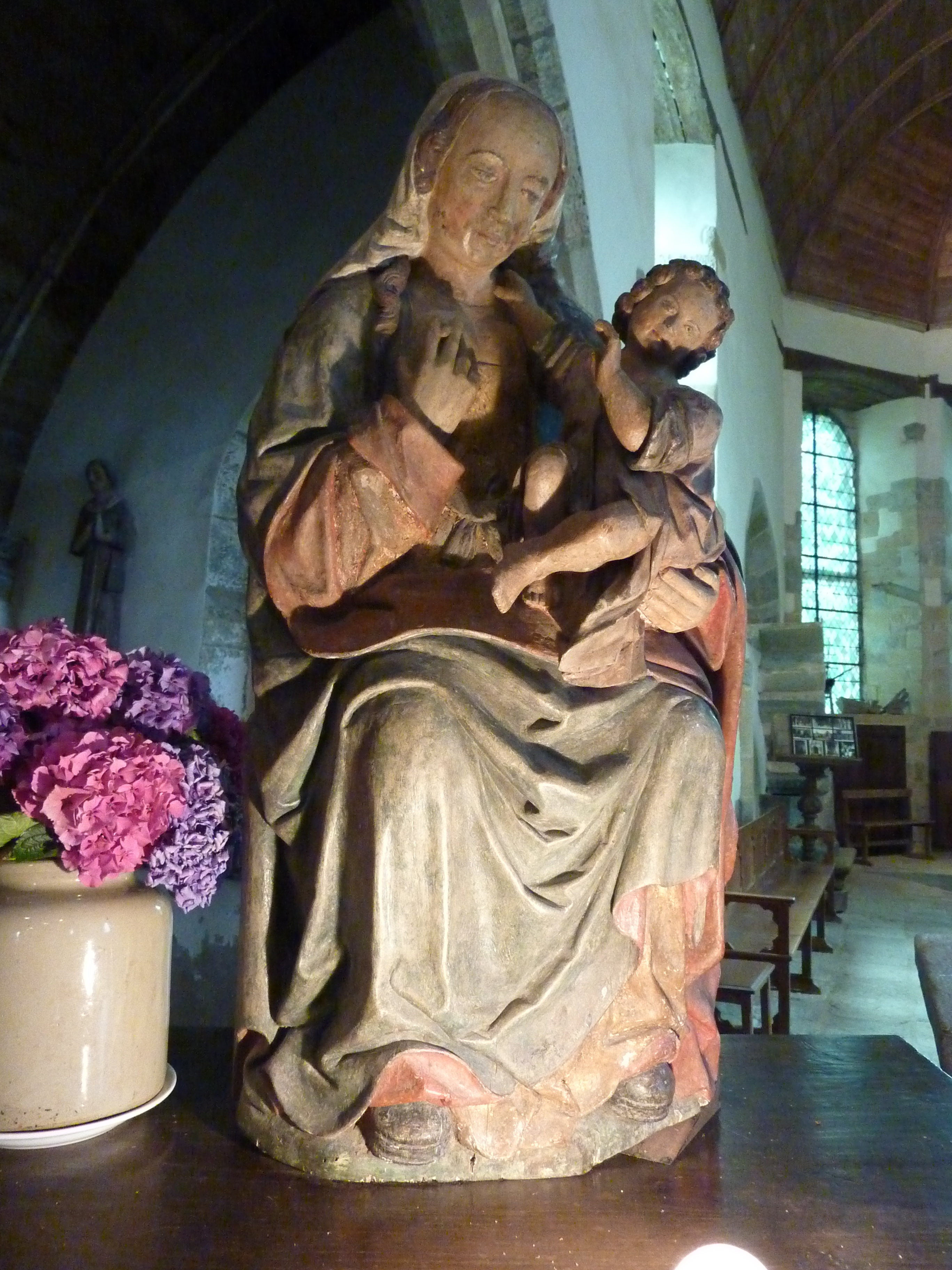
Pietà.
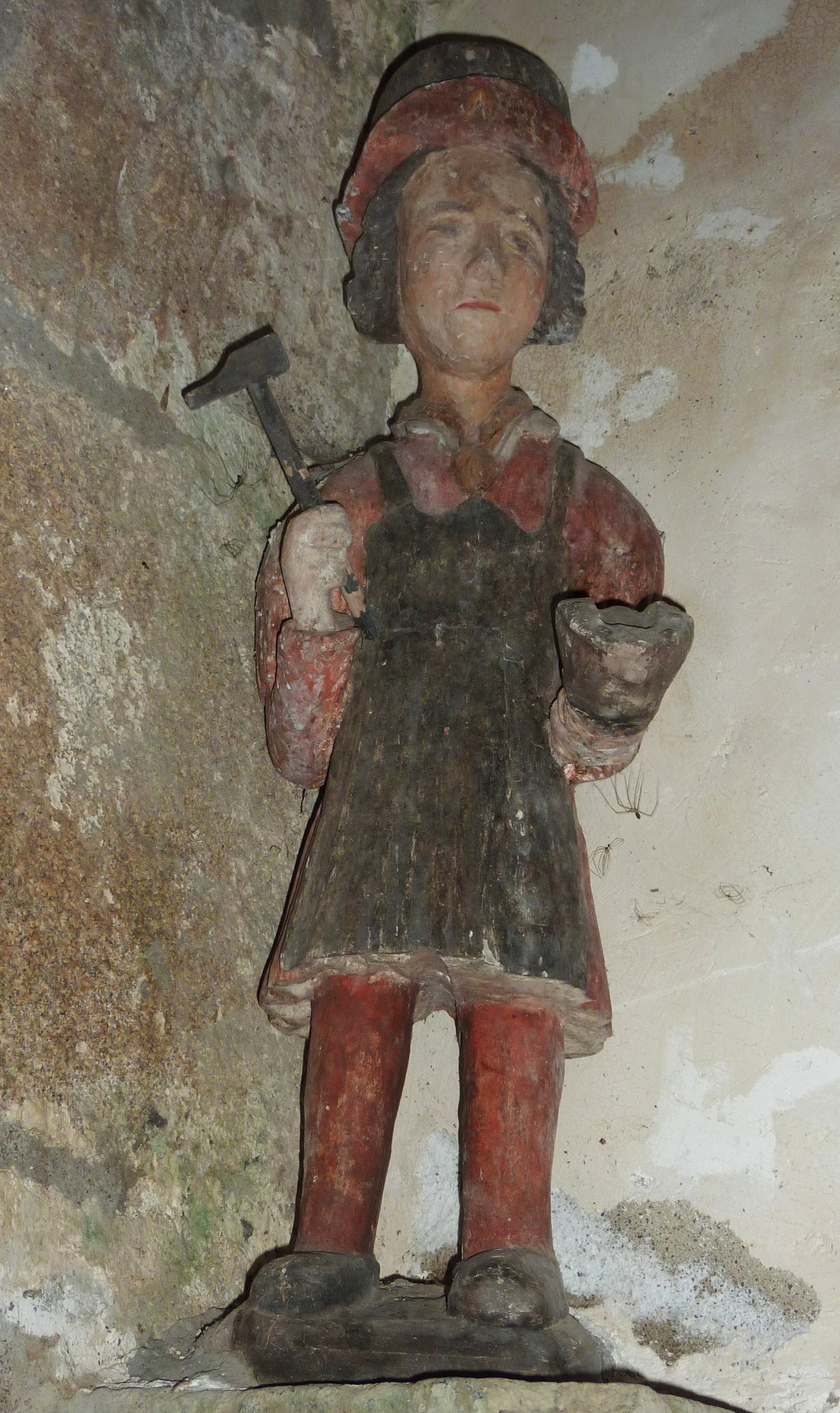
Saint Éloy, patron des forgerons.
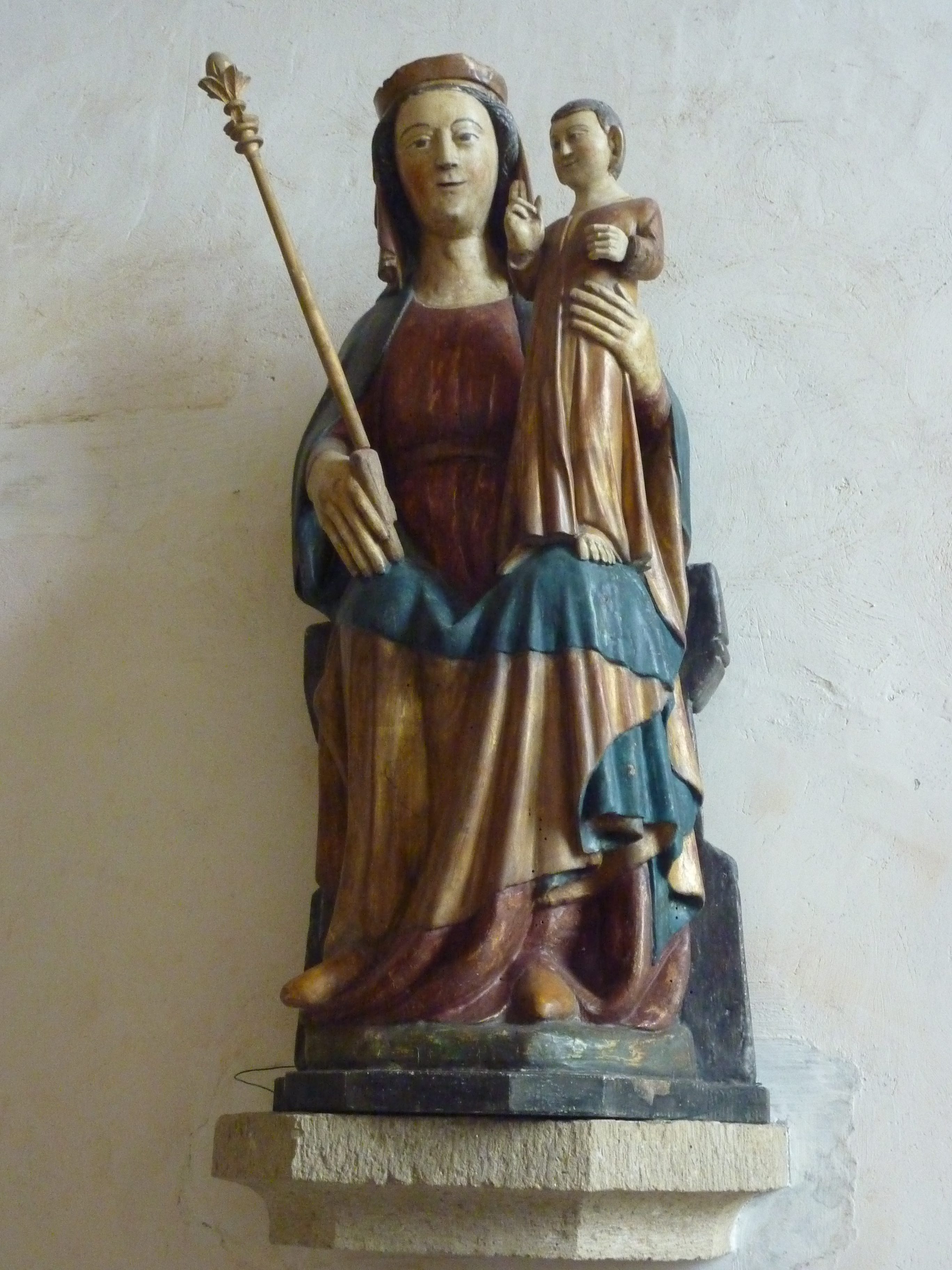
Vierge à l'Enfant.
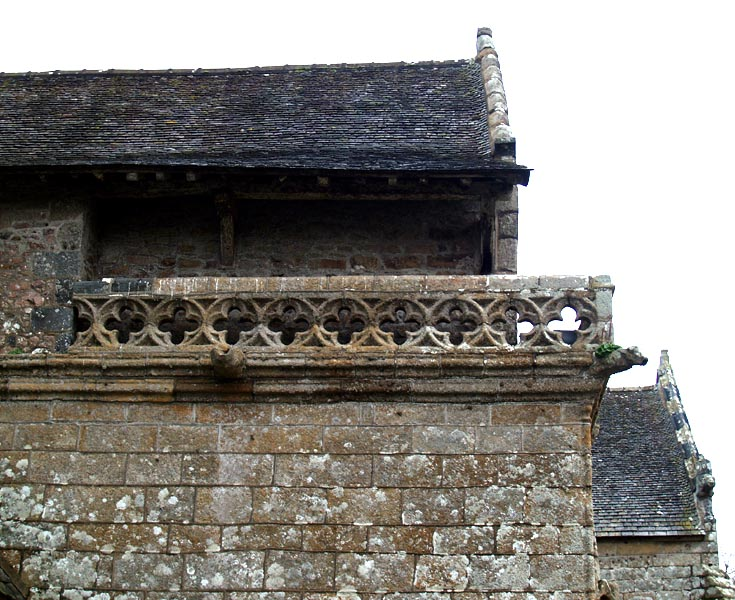
La secrétairerie, au-dessus du porche.
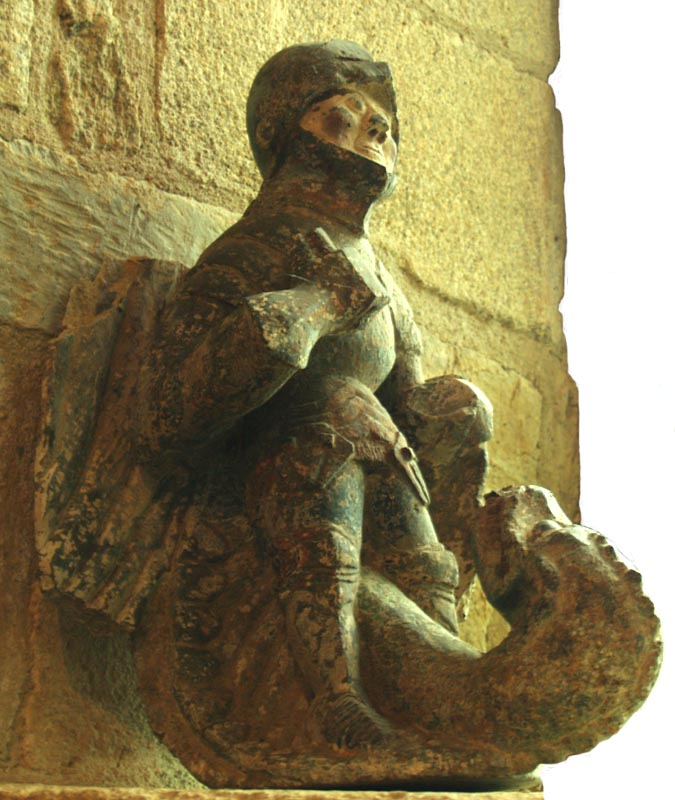
Saint Michel terrassant le dragon.
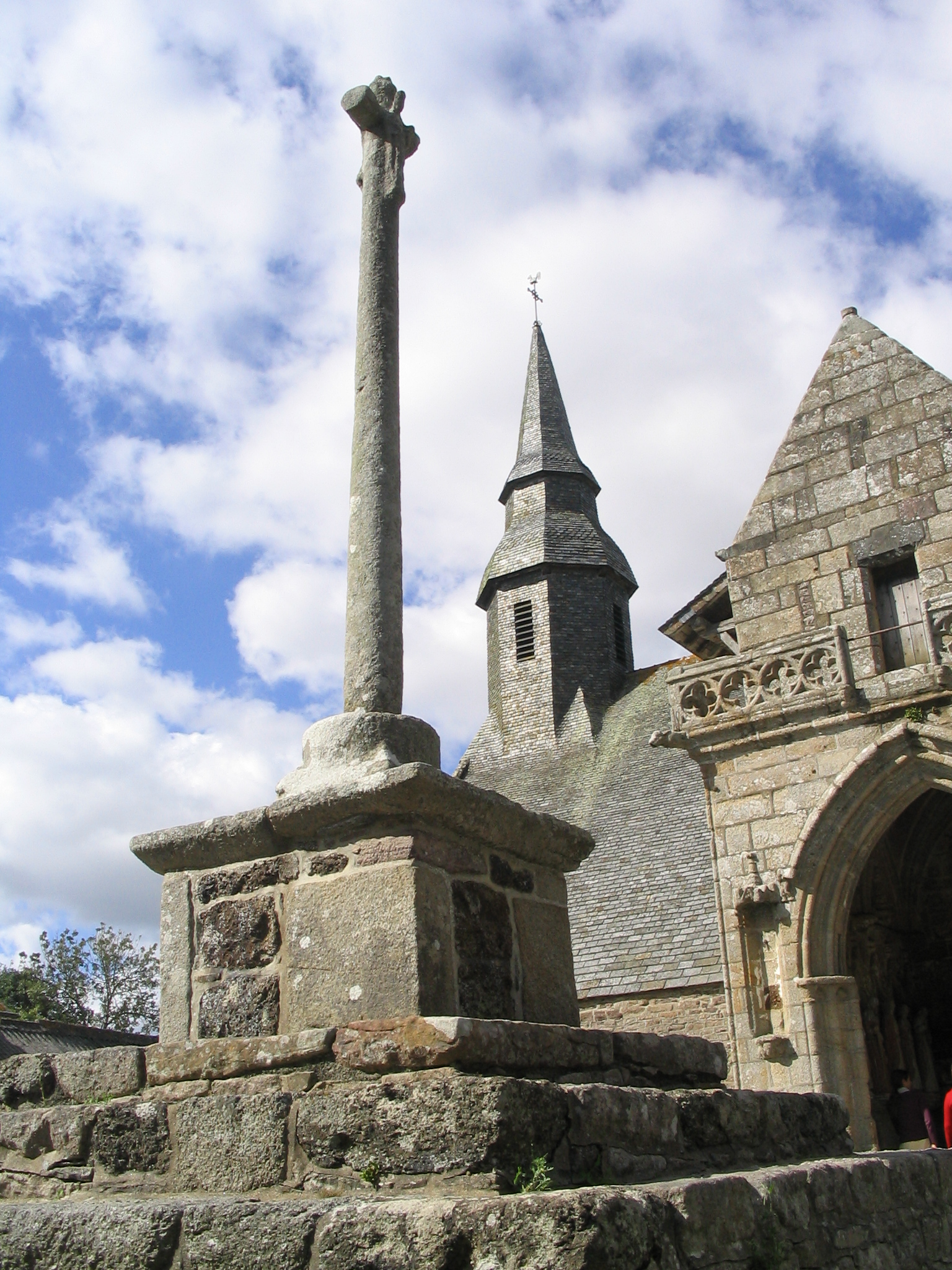
L'église, le clocher, le calvaire, le porche.
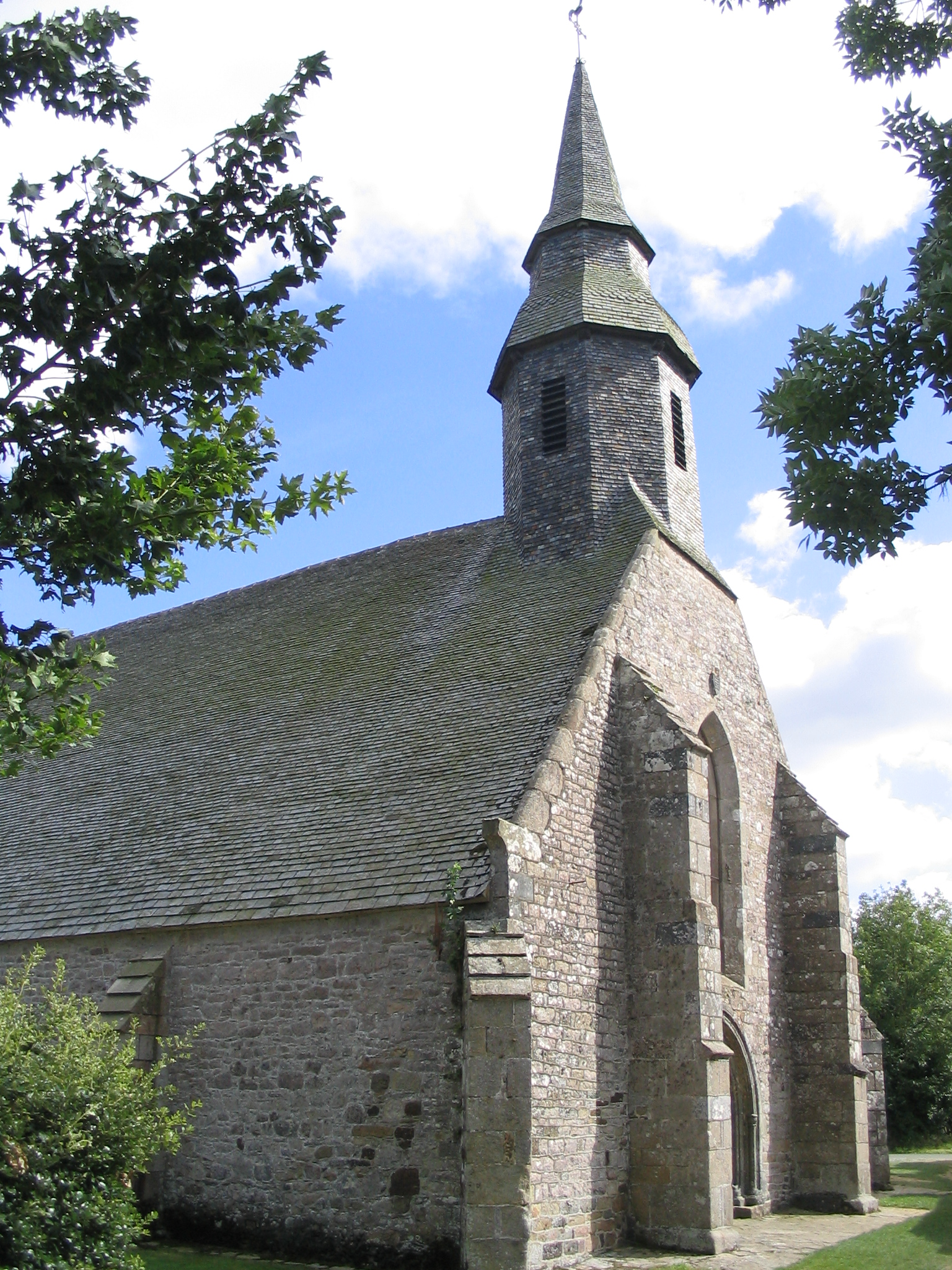
L'église et son clocher.
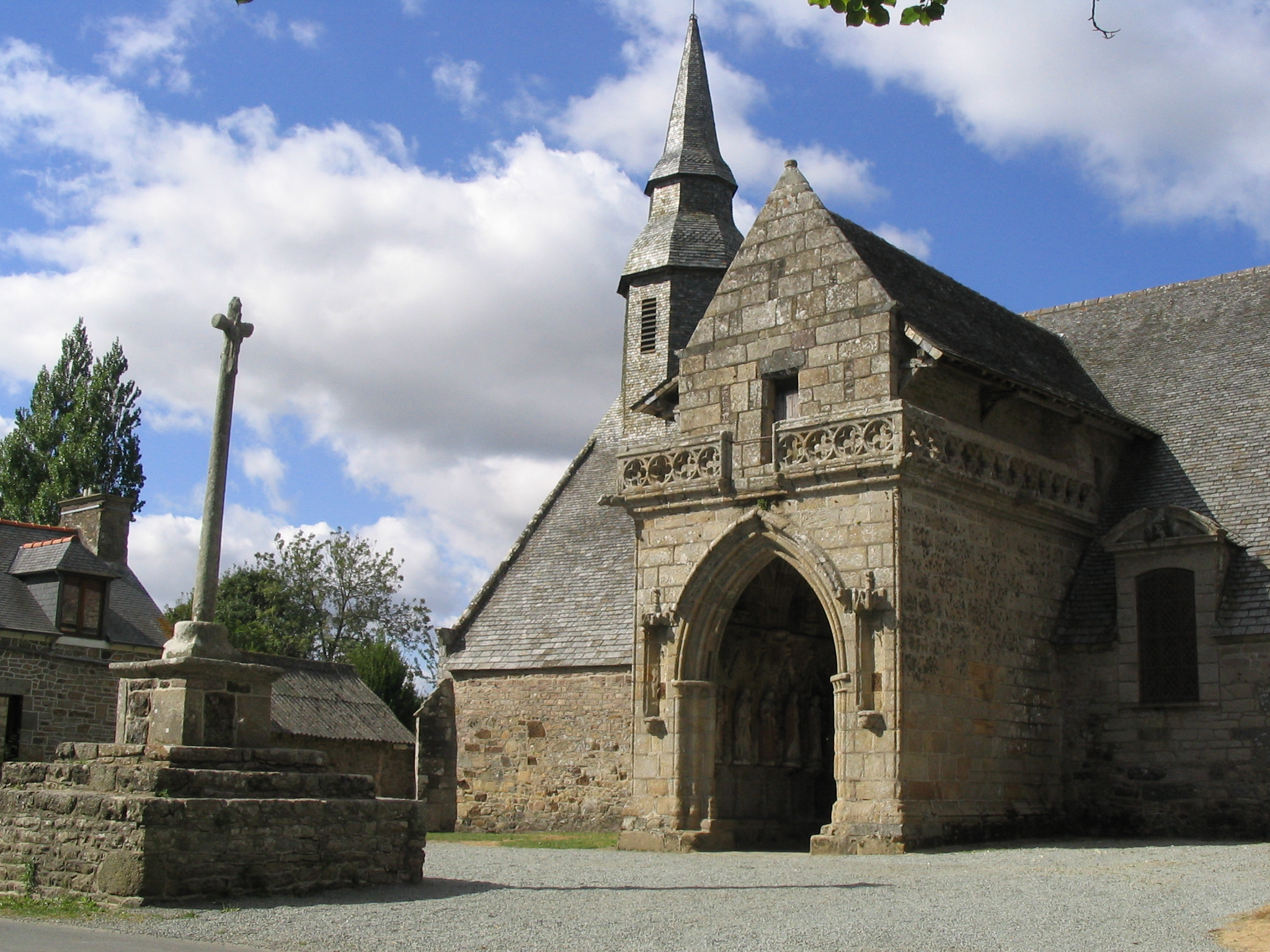
L'église, le clocher, le calvaire, le porche abritant le conseil de fabrique.
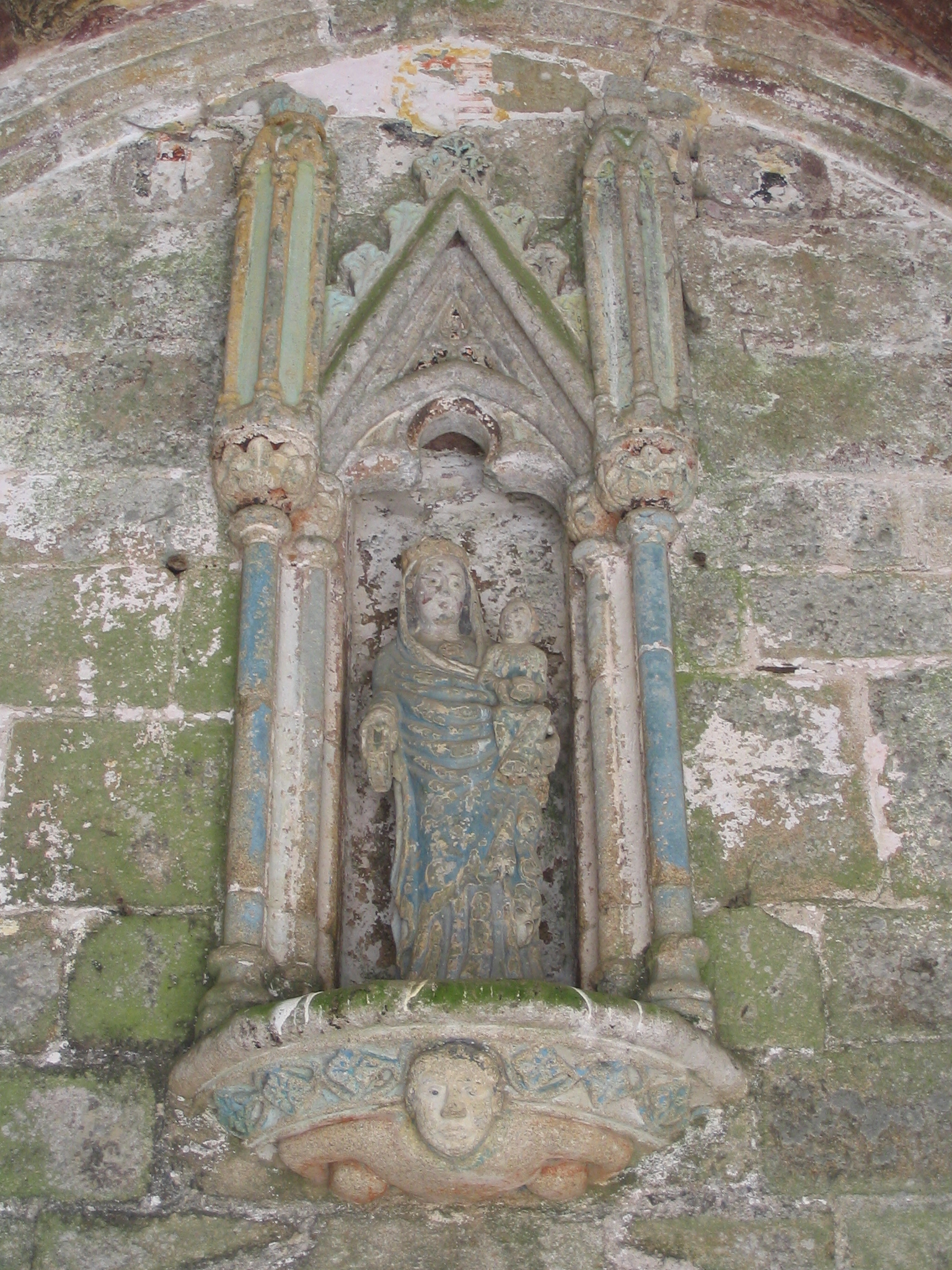
Statue de la Vierge à l'Enfant dans le porche.
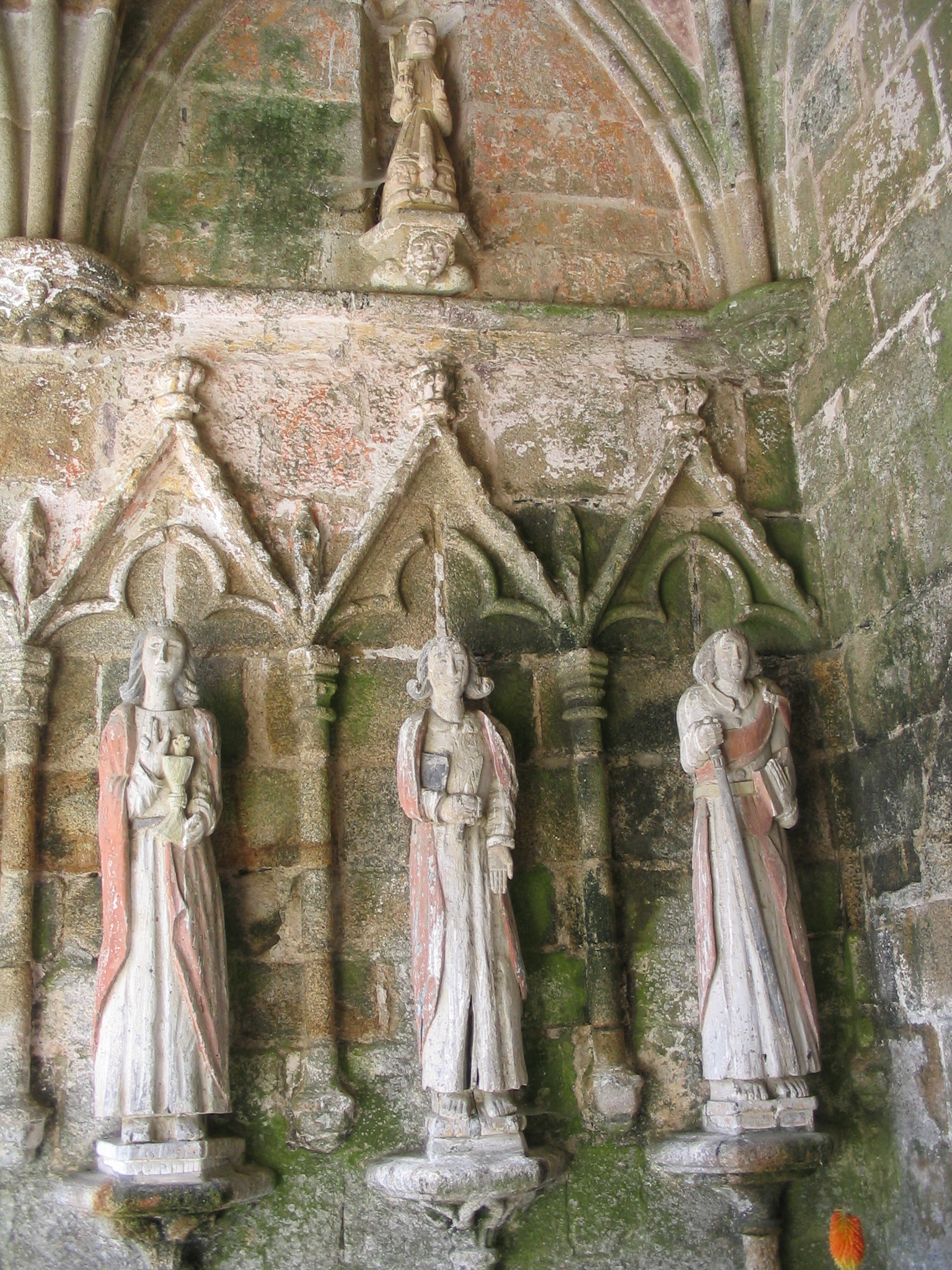
Statues du porche : saint Jean (calice), saint Barthélémy (couteau) et un apôtre avec bâton (saint Jacques le mineur ?).
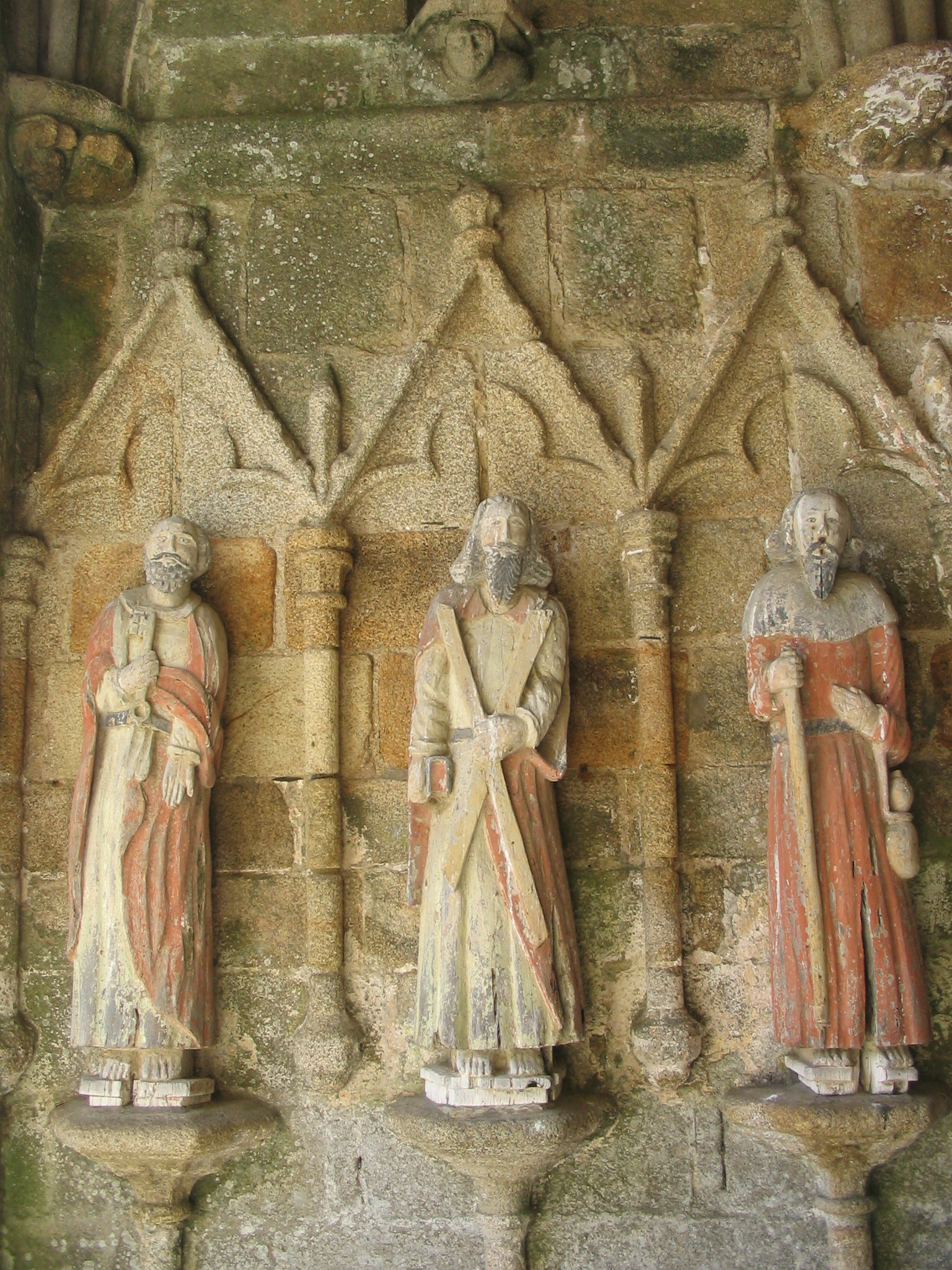
Statues du porche dont celles de saint André avec sa croix et de saint Pierre avec les clefs du paradis.
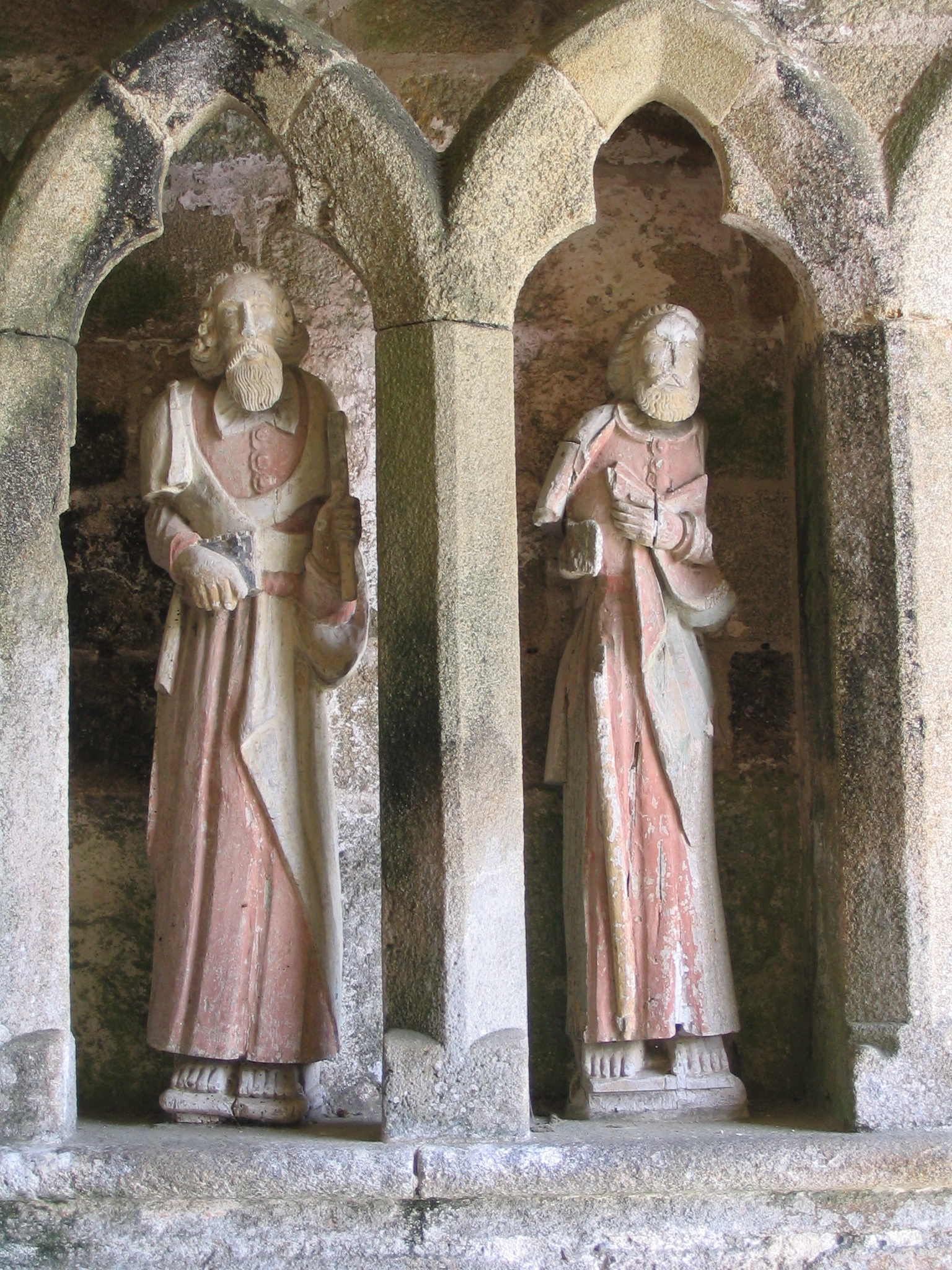
Statues du porche.
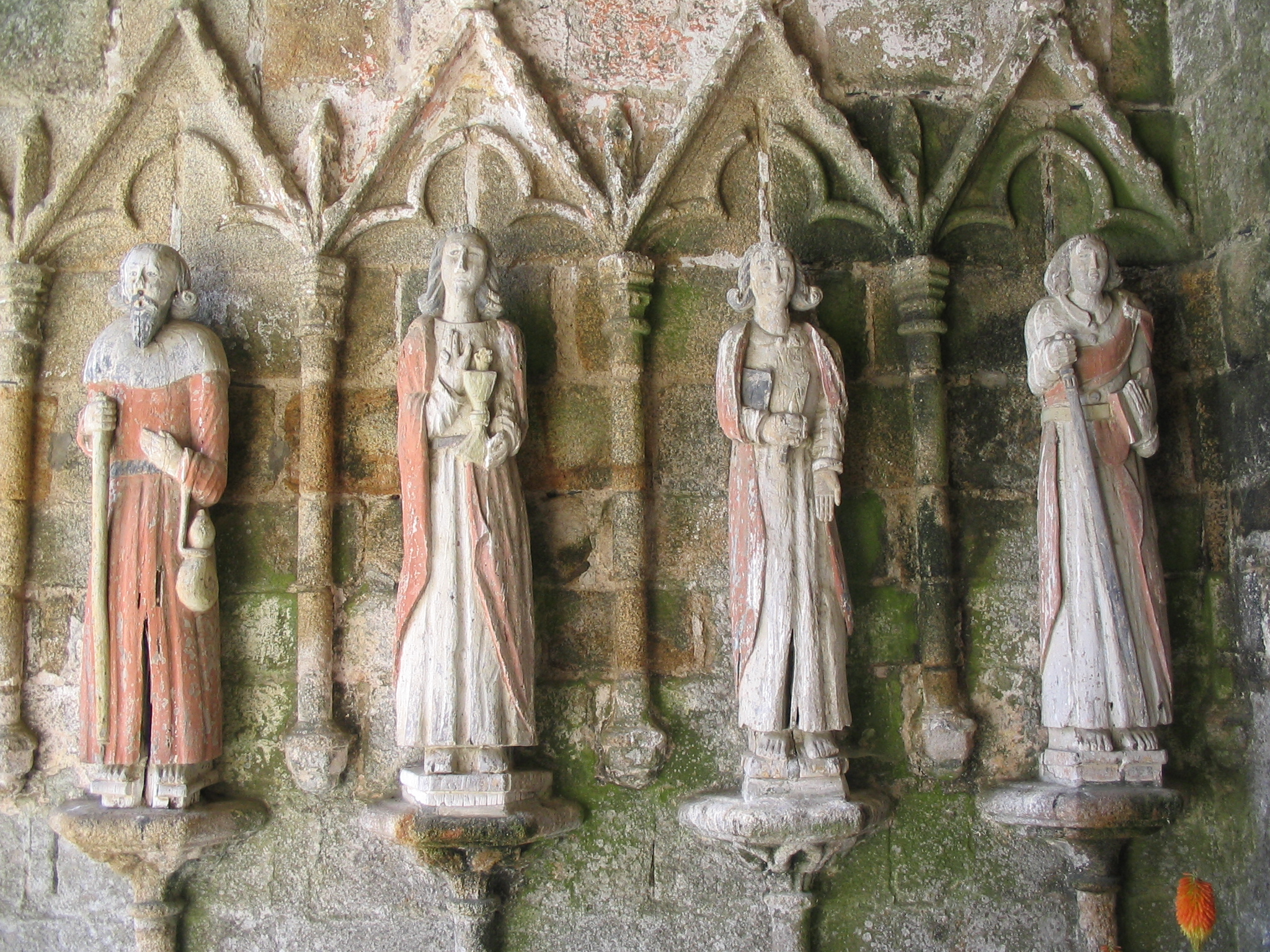
Statues du porche.
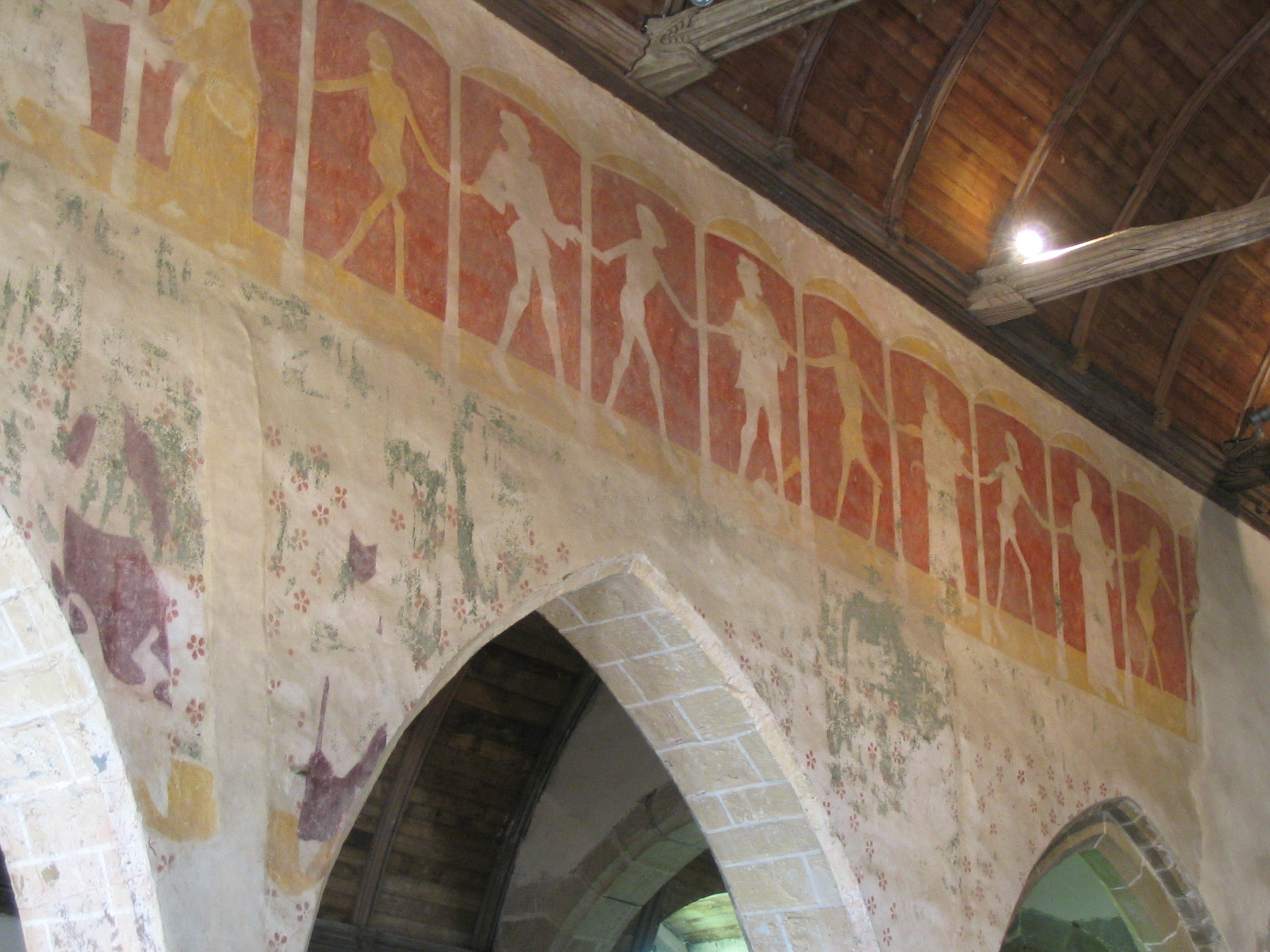
Danse macabre.